# Rimavská Baňa
Rimavská Baňa – w dalekiej przeszłości miasteczko górniczo-hutnicze, obecnie niewielka rolnicza wieś (obec) na Słowacji położona w kraju bańskobystrzyckim, w powiecie Rymawska Sobota.

## Położenie
Rimavská Baňa leży na terasie rzeki Rimavy, u ujścia do niej Rimavicy, ok. 7 km na południe od miasta Hnúšťa.

## Historia
Należy do najstarszych miejscowości w Malohoncie. W 1268 r. otrzymała od Stefana, arcybiskupa Kalocsy, prawa miejskie na wzór Krupiny. Prawa te zostały później w 1278 r. potwierdzone przez arcybiskupa Władysława (Ladislava). Pierwsze pisemne wzmianki o miejscowości “Baňa „ pochodzą z roku 1270,. Zapewne na przełomie XIII i XIV w. zbudowano w niej istniejący do dziś (choć przebudowany) kościół. Później należała ona do feudalnego “państwa”  Hajnáčka.
Już we wczesnym średniowieczu istniało tu górnictwo rud metali, zwłaszcza zaś złota. Wraz z przybyciem fali kolonistów niemieckich w drugiej połowie XIII w. weszło ono na wyższy poziom, umożliwiający wydobycie systemem głębinowym. Rozwój miejscowości, która dążyła do uzyskania statusu królewskiego wolnego miasta górniczego załamał się w XV w. w związku z wyczerpaniem się miejscowych złóż.
Po upadku górnictwa miejscowa ludność zajmowała się rolnictwem i hodowlą bydła. W XVI I XVII w. miejscowość wiele ucierpiała ze strony Turków, którym musiała płacić trybut. W XIX w. przez pewien czas istniała we wsi niewielka kopalnia rudy żelaza, którą przerabiano w miejscu zwanym Hámor, już na terenie sąsiedniej wsi Rimavské Brezovo.

## Demografia
Według danych z dnia 31 grudnia 2012, wieś zamieszkiwało 549 osób, w tym 262 kobiety i 287 mężczyzn.
W 2001 roku rozkład populacji względem narodowości i przynależności etnicznej wyglądał następująco:
- Słowacy – 96,1%
- Czesi – 0,87%
- Romowie – 1,52%
- Węgrzy – 0,22%

Ze względu na wyznawaną religię struktura mieszkańców kształtowała się w 2001 roku następująco:
- Katolicy rzymscy – 43,6%
- Grekokatolicy – 0,87%
- Ewangelicy – 12,36%
- Husyci – 0,22%
- Ateiści – 38,39%
- Przedstawiciele innych wyznań – 0,22%
- Nie podano – 2,6%

## Zabytki
- Kościół na wzgórzu nad wsią, pierwotnie katolicki, od końca XVI w. ewangelicki. Dawne wezwanie nie zachowało się. Pierwotnie późnoromański z końca XIII w., przebudowany w stylu gotyckim ok. 1415 i 1500 r. Rozbudowany i odnowiony w końcu XVIII w. Otoczony renesansowym murem obronnym z bramką. Orientowany, murowany, jednonawowy, z wielobocznie zamkniętym prezbiterium i niewielką zakrystią dobudowaną od strony północnej. Sylwetkę świątyni wyróżnia kwadratowa wieża dostawiona w 1783 r. na osi, lecz nietypowo, bo od strony prezbiterium. Dach wieży przebudowany w 1906 r. Trzy gotyckie portale - do zakrystii (ok. roku 1415) oraz południowy i północny portal nawy (ok. 1500 r.). Na zworniku sklepienia prezbiterium herb Ścibora Ściborowica, który przed 1413 r. ożenił się z Dorotą z rodu Szécsényi, właścicieli Rimavskiej Bani. We wnętrzu gotyckie malowidła: na północnej ścianie nawy m.in. rozległy fresk przedstawiający legendę św. Władysława z ok. 1370 r., w prezbiterium scena Sądu Ostatecznego, a na łuku tęczy przedstawienia św. Jerzego walczącego ze smokiem i św. Barbary. W nawie malowany, kasetonowy strop z 1783 r. Drewniane empory przy ścianie zachodniej z 1670 r., przy ścianach północnej i południowej z roku 1726. Na południowej, zewnętrznej ścianie nawy fragmenty fresków przedstawiających Matkę Boską, archanioła Michała i św. Krzysztofa.[12]